# Waluigi
En Waluigi és un personatge de videojocs creat per Nintendo. És el company d'en Wario i va ser creat per participar en jocs de minijocs, ja que mai ha participat en cap joc amb una història a seguir. La seva primera aparició va ser al joc Mario Tennis de la consola Nintendo 64, de Nintendo, l'any 2000. Es caracteritza per la seva alçada i per les seves cames desproporcionadament llargues. Sempre vesteix de morat i el seu símbol és una "L" girada, simbolitzant la seva rivalitat amb el bàndol d'en Luigi.

## Aparicions
- Nintendo 64
  - Mario Tennis
  - Mario Party 3

- Gameboy Advance
  - Mario Tennis: Power Tour
  - Mario Golf: Advance Tour

- Nintendo Gamecube
  - Super Mario Strikers
  - Mario Power Tennis
  - Mario Kart: Double Dash!!
  - Mario Golf: Toadstool Tour
  - Dance Dance Revolution: Mario Mix
  - Mario Superstar Baseball
  - Mario Party 4
  - Mario Party 5
  - Mario Party 6
  - Mario Party 7

- Nintendo DS
  - Mario Kart DS
  - Mario Party DS
  - Mario Hoops 3-on-3

- Wii
  - Mario Strikers Charged Football
  - Mario & Sonic at the Olympic Games
  - Super Smash Bros. Brawl (com a trofeu)
  - Mario Party 8
  - Mario Kart Wii
  - Mario Super Sluggers

- Altres
  - Mario Kart Arcade GP 2